# Placopleurus
Il placopleuro (gen. Placopleurus) è un pesce osseo estinto, appartenente ai Neopterygii. Visse nel Triassico medio (circa 244 - 238 milioni di anni fa) e i suoi resti fossili sono stati ritrovati in Europa e in Asia.

## Descrizione
Questo pesce era di piccole dimensioni e solitamente non superava i 5 centimetri di lunghezza. Il corpo era fusiforme e profondo e la testa piuttosto grande, con grandi orbite. Le pinne dorsale e anale avevano una base larga ma, contrariamente ad altri pesci simili di piccole dimensioni e dello stesso periodo (come Peltopleurus), erano poste piuttosto anteriormente. Il corpo era ricoperto da scaglie alte e strette; in particolare, lungo i fianchi era presente una fila di scaglie estremamente alte che proteggevano il corpo. Nonostante assomigliasse in modo notevole ai peltopleuriformi, l'organizzazione delle ossa craniche e delle pinne dimostrano che Placopleurus non fosse un membro di questo gruppo.

## Classificazione
Il genere Placopleurus venne descritto per la prima volta da Brough nel 1939, sulla base di resti fossili ritrovati nel famoso giacimento di Besano (Italia) e ascritti precedentemente da Bassani al genere Pholidophorus. La specie tipo è Placopleurus besanensis, ma Brough ne descrisse un'altra (P. primus) sempre proveniente da Besano, attualmente considerata sinonimo della prima. In Cina sono stati rinvenuti fossili di un pesce descritto inizialmente come Venusichthys comptus, successivamente attribuito al genere Placopleurus (P. comptus) da Tintori e colleghi (2016). Altri fossili di Placopleurus sono stati rinvenuti in Slovenia. 
Placopleurus è stato inizialmente attribuito ai peltopleuriformi, un gruppo di pesci ossei tipicamente triassici caratterizzati dal notevole sviluppo delle scaglie lungo i fianchi; in seguito è stato riclassificato come un rappresentante basale dei Neopterygii, il grande gruppo di pesci che comprende gli attuali teleostei e gli olostei.

## Paleobiologia
La specie cinese, P. comptus, era sessualmente dimorfica. Alcuni esemplari erano dotati di tubercoli appuntiti sulle ossa craniche, sulle scaglie e sulle pinne, e di organi di contatto a forma di uncino anteriori alla pinna anale. Si ipotizza che queste caratteristiche avessero tre funzioni primarie: il mantenimento del contatto corporeo tra gli individui durante la dispersione delle uova, la stimolazione delle femmine durante l'accoppiamento e la difesa dei nidi e dei territori. La mancanza di una pinna anale specializzata negli esemplari maschi indica che questa specie dovrebbe aver avuto una differente strategia riproduttiva rispetto ad altri neotterigi basali potenzialmente vivipari (Xu e Zhao, 2016).